# Dieter Vaupel

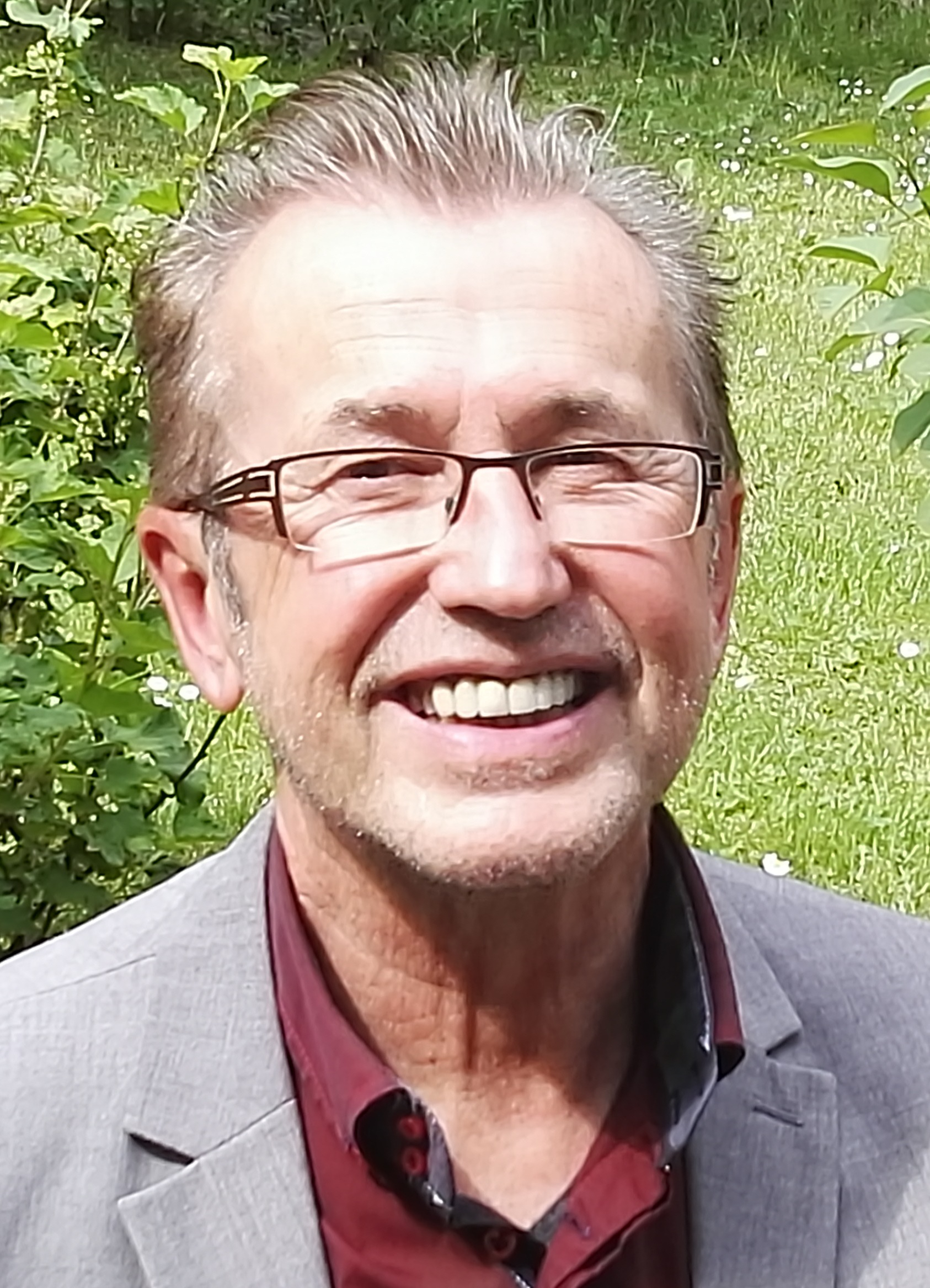
Dieter Vaupel (2016)

Dieter Vaupel (* 2. April 1950 in Spangenberg) ist ein deutscher Pädagoge und Politologe.

## Leben und Wirken
Er studierte an der Justus-Liebig-Universität Gießen Politik, Geografie und Erziehungswissenschaften und beendete das Studium mit dem Ersten Staatsexamen für das Lehramt an Haupt- und Realschulen im Jahr 1972. Nach dem Zweiten Staatsexamen war er zunächst als Lehrer an verschiedenen Schulen in Nordhessen tätig.
Im Jahr 1983 deckte er mit Schülern im Rahmen eines Unterrichtsprojektes die Geschichte des ehemaligen Konzentrationslager-Außenkommandos Hessisch Lichtenau auf, knüpfte Kontakte zu Überlebenden, initiierte die Errichtung eines Gedenksteines auf dem ehemaligen Lagergelände und das Anlegen eines Gedenkweges durch die ehemalige Sprengstofffabrik Hessisch Lichtenau. Seine Recherchen seit Beginn der 1980er Jahre und seine bis heute andauernde Erinnerungsarbeit wurden gemeinsam mit der amerikanischen Journalistin D.Z. Stone im Jahr 2021 in dem Buch "A Fairy Tale Unmasked. The Teacher and the Nazi Slaves" dokumentiert.
Ab 1984 studierte er Politik und Geschichte an der Gesamthochschule Kassel und war seit 1986 dort als Pädagogischer Mitarbeiter im Fachbereich Erziehungswissenschaften tätig. 1990 promovierte er mit einer Fallstudie über Zwangsarbeit und Entschädigung zum Dr. rer. pol.
Von 1990 bis 2017 arbeitete Vaupel wieder an Schulen in Nordhessen in Schulleitungsfunktionen sowie in der Aus- und Fortbildung von Lehrern. Er entwickelte und erprobte ein Konzept zum Individualisierenden Lernen im Wochenplanunterricht in Sekundarstufenschulen.
Vaupel widmete daneben einen Großteil seiner Arbeit der zeitgeschichtlichen und bildungsbezogenen Aufarbeitung der nationalsozialistischen Vergangenheit. So organisierte er jahrelang Zeitzeugengespräche mit Blanka Pudler und anderen Auschwitzüberlebenden insbesondere an Schulen. Außerdem engagierte er sich im Rahmen von Projektunterricht für die Verlegung von Stolpersteinen zur Erinnerung an ehemalige jüdische Bürger und recherchierte deren Schicksale. Vaupel ist Vorsitzender der Stolpersteininitiativen in Felsberg und Spangenberg.
Nachdem er als Direktor einer Gesamtschule 2017 in den Ruhestand gegangen war, arbeitete Vaupel bis 2024 als Lehrbeauftragter im Bereich Geschichtsdidaktik an der Universität Kassel. 
2018 veröffentlichte er nach dem Tod von Blanka Pudler eine Biografie als Unterrichtslektüre und produzierte dazu einen Film. In zahlreichen szenischen Lesungen hat er seitdem gemeinsam mit Alida Scheibli, die dabei in die Rolle von Blanka schlüpft und außerdem die Lesungen musikalisch begleitet, das Schicksal von Blanka Pudler vorgestellt. Seit 2019 arbeitet er biografisch auch über den bis dahin fast vergessenen Widerstandskämpfer des 20. Juli 1944 Egbert Hayessen und initiierte die Benennung eines Platzes in dessen ehemaligem Wohnort nach ihm. Vaupel forscht zu jüdischem Leben in nordhessischen Landgemeinden und setzte sich mit einem NS-Täter auf lokaler Ebene auseinander: NSDAP-Ortsgruppenleiter und Bürgermeister Theobald Fenner, der im Jahr 1935 ein Pogrom gegen die jüdische Bevölkerung inszenierte. Von 2023 bis 2025 arbeitet Dieter Vaupel im Auftrag der Sparkasse Werra-Meißner an einer Studie zur NS-Geschichte der Sparkasse, die er mit der Veröffentlichung eines Buches und der Präsentation einer Ausstellung abschloss.
Vaupel widmete sich darüber hinaus aktuell der Erforschung der Geschichte des Radsports im Nationalsozialismus, einem bisher vergessenen Kapitel der deutschen Sportgeschichte Sowie der Geschichte der Deutschland-Rundfahrt. Er ist selbst aktiver Radsportler und ehrenamtlich im Radsport tätig, etwa als Sportlicher Leiter des Lizenzfahrerteams der MT Melsungen.

## Ehrungen
Für seine Erinnerungsarbeit und die Aufdeckung der Geschichte des Konzentrationslager-Außenkommandos Hessisch Lichtenau wurde Vaupel im Jahr 1985 mit dem Paul-Dierichs-Preis ausgezeichnet. Er erhielt den Preis aus den Händen von Hildegard Hamm-Brücher. Am 24. März 2022 wurde Dieter Vaupel aufgrund seiner langjährigen Arbeit gegen das Vergessen sowie gegen Hass und Intoleranz als Pate für das Projekt "Schule ohne Rassismus – Schule mit Courage" von der Freiherr-vom-Stein-Schule Hessisch Lichtenau ausgewählt. Für seine historische Aufarbeitung der regionalen NS-Geschichte, mit der er ungezählte Schicksale jüdischer Menschen dem Vergessen entrissen hat, für seine Initiativen zur Erinnerungskultur und seinen Einsatz für Versöhnung wurde Dieter Vaupel im Jahr 2024 durch den Bundespräsidenten Frank-Walter Steinmeier mit dem Bundesverdienstkreuz am Bande des Verdienstordens der Bundesrepublik Deutschland ausgezeichnet.

## Schriften (Auswahl)
- Das Außenkommando Hessisch Lichtenau des Konzentrationslagers Buchenwald 1944/45.  Kassel: Verlag Gesamthochschulbibliothek 1984, 2. Aufl., ISBN 3-88122-211-1.
- The Hessisch Lichtenau Sub-Camp of the Buchenwald Concentration Camp, 1944–1945. In: Randolph L. Braham (Hrsg.): Studies on the Holocaust in Hungary, S. 194–237. ISBN 0-88033-198-4
- Spuren die nicht vergehen. Eine Studie über Zwangsarbeit und Entschädigung. Kassel: Verlag Gesamthochschulbibliothek 1990, ISBN 3-88122-592-7. (zugleich Dissertation).
- Das Wochenplanbuch für die Sekundarstufe. Schritte zum selbstständigen Lernen. Weinheim und Basel: Beltz-Verlag, 3. Aufl. 1998, ISBN 3-407-62347-X.
- Individualisiertes Lernen in der Sekundarstufe. Mit Wochenplänen kompetenzorientiert unterrichten. Weinheim und Basel: Beltz-Verlag 2014, ISBN 978-3-407-62887-9.
- mit Blanka Pudler: Auf einem fremden unbewohnbaren Planeten. Wie ein 15-jähriges Mädchen Auschwitz und Zwangsarbeit überlebte. Bonn: Dietz-Verlag, 2019, 2. Auf., ISBN 978-3-8012-0530-0.
- Egbert Hayessen. Erinnerungen an einen fast vergessenen Widerstandskämpfer des 20. Juli 1944 und seine Familie. Marburg: Schüren-Verlag 2019, ISBN 978-3-7410-0266-3.
- "Etwas Schaden ist wohl bei den meisten Juden eingetreten". Jüdisches Leben in Felsberg: Integration – Verfolgung – Erinnerung. Marburg: Schüren-Verlag 2020, ISBN 978-3-7410-0270-0
- mit D. Z. Stone: A Fairy Tale Unmasked. The Teacher and the Nazi Slaves. London und Chicago: Vallentine Mitchell 2021. ISBN 978-1-912676-56-9
- Gensungen war ihre Heimat. Stolpersteine zur Erinnerung an Familie Frieda und Julius Weinstein. Berlin: Epubli 2021. ISBN 978-3-7541-1231-1
- „Und wenn einer umfällt und nicht gleich wieder aufsteht, so kann uns das gleich sein.“ Theobald Fenner und das Pogrom vom September 1935 in Spangenberg. Marburg: Schüren-Verlag 2021. ISBN 978-3-7410-0276-2
- Radsport im Nationalsozialismus. Ein fast vergessenes Kapitel der deutschen Sportgeschichte. Göttingen. Die Werkstatt 2023. ISBN 978-3-7307-0655-8
- Die Deutschland-Rundfahrt. Geschichte eines Radrennens 1911-1950. Rastede: edition einwurf 2025. ISBN 978-3-89684-732-4
- "Die Sparkasse hat einen ungeahnten Aufschwung genommen!" Die Kreissparkasse Eschwege und ihre Rolle im Nationalsozialismus. Eschwege: Kreissparkasse Werra-Meißner 2025. ISBN 978-3-00-080361-1

## Filme
- Jüdisches Leben in Felsberg, Offener Kanal Kassel
- Auf einem fremden unbewohnbaren Planeten, Offener Kanal Kassel